# Yuzo Tashiro
Yuzo Tashiro (田代 有三, Tashiro Yuzo) est un footballeur japonais né le 22 juillet 1982 dans la préfecture de Fukuoka au Japon.